# Chitareros

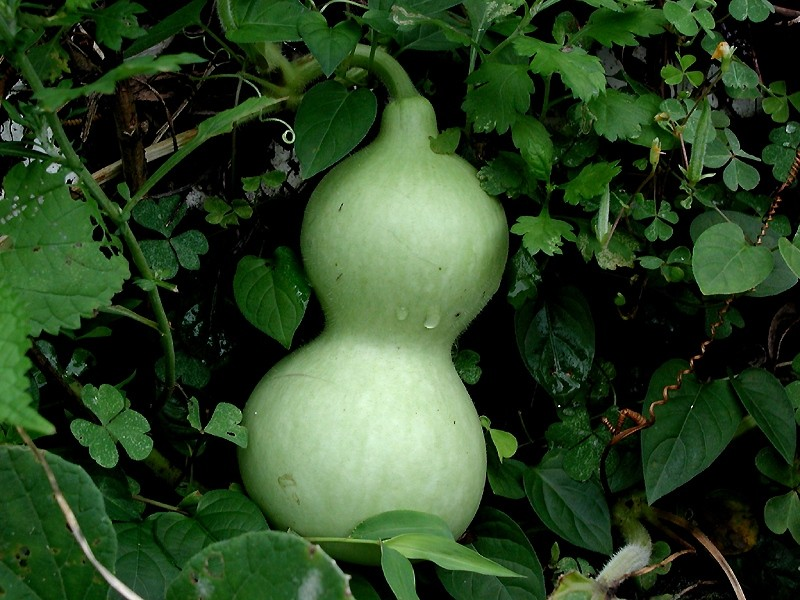
Courge encore verte.

Los Chitareros son una familia de indígenas colombianos extintos y que se enmarcan durante la época de conquista por parte de los españoles. Habitaron la región que actualmente corresponde a los municipios de Pamplona,Pamplonita,Chinácota, Bochalema y Chitagá en Norte de Santander, y Málaga en Santander. 
Este grupo indígena fue quien acabó con la vida de Ambrosio Alfinger, el primer europeo que pisó las tierras del departamento.